# Isotropis winneckei
Isotropis winneckei är en ärtväxtart som beskrevs av Ferdinand von Mueller. Isotropis winneckei ingår i släktet Isotropis och familjen ärtväxter. Inga underarter finns listade i Catalogue of Life.